# Javier Carter
Javier Dione Carter (Cleveland, 20 maggio 1991) è un cestista statunitense naturalizzato panamense.

## Palmarès
- Campionato uruguaiano: 1

Hebraica Macabi: 2022-23
- Campionato venezuelano: 1

Hispano Americano: 2017-18